# Spermacoce buruensis
Spermacoce buruensis är en måreväxtart som beskrevs av Friedrich Anton Wilhelm Miquel. Spermacoce buruensis ingår i släktet Spermacoce och familjen måreväxter. Inga underarter finns listade i Catalogue of Life.